# What They Say
What They Say – singel greckiego piosenkarza Wiktora Wernikosa wydany cyfrowo 12 marca 2023. Piosenkę skomponował i napisał Wiktor Wernikos Jørgensen.
W wywiadzie dla greckiego kanału telewizyjnego Skai TV, piosenkarz poinformował, że skomponował i samodzielnie wyprodukował „What They Say” w wieku 14 lat. Utwór napisany został podczas pandemii COVID-19, gdy Wernikos „po raz pierwszy znalazł się w stanie stresu”. W oświadczeniu prasowym wydanym przez Panik Records – wytwórnię płytową, która wydała piosenkę, uznano utwór za inspirację dla młodszego pokolenia, które „ma odwagę marzyć i tworzyć pomimo trudności”. Według Wernikosa i jego ojca, była to do tamtej pory najlepsza piosenka, którą napisał, co skłoniło go do wysłania utworu do wewnętrznych selekcji Grecji do 67. Konkursu Piosenki Eurowizji w Liverpoolu.
W styczniu 2023 został wytypowany na greckiego reprezentanta w konkursie. Po jego ogłoszeniu jako greckiego uczestnika, zdobywczyni drugiego miejsca w wewnętrznych preselekcjach kraju, Melisa Mantzukis, zagroziła podjęciem działań prawnych przeciwko nadawcy Ellinikí Radiofonía Tileórasi (ERT), chcąc przytoczyć obawy w kwestionowaniu prawidłowości wyników, jednak greckie sądy dopuściły go do udziału.

## Lista utworów
| Digital download / media strumieniowe | Digital download / media strumieniowe | Digital download / media strumieniowe |
| Nr                                    | Tytuł utworu                          | Długość                               |
| ------------------------------------- | ------------------------------------- | ------------------------------------- |
| 1.                                    | „What They Say”                       | 3:00                                  |

## Pozycje na listach
| Notowanie (2023)          | Najwyższa pozycja |
| ------------------------- | ----------------- |
| Finlandia (Spotify Viral) | 81                |
| Grecja (Spotify Viral)    | 48                |